# Rimski forum
Rimski forum, znan tudi po latinskem imenu Forum Romanum (italijansko: Foro Romano), je pravokotni forum (trg), obdan z razvalinami več pomembnih starih vladnih zgradb v središču mesta Rim, Italija. Državljani starodavnega mesta so se na ta prostor sklicevali, prvotno na tržnico, kot je Forum Magnum ali pa preprosto na Forum.
Forum je bil stoletja središče vsakdanjega življenja v Rimu: mesto zmagoslavnih procesij in volitev, prostor za javne govore, kazenska sojenja in gladiatorske tekme in jedro komercialnih zadev. Tukaj kipi in spomeniki spominjajo na mestne pomembne ljudi. Razgibano srce antičnega Rima so častili kot najbolj slavno mesto srečanj na svetu in v vsej zgodovini . Forum je danes v majhni dolini med Palatinom in Kapitolskim gričem. Je ogromna ruševina arhitekturnih fragmentov in občasnih arheoloških izkopavanj, ki letno privabijo 4,5 milijona ali več obiskovalcev. 
Mnoge najstarejše in najpomembnejše strukture starodavnega mesta so na ali blizu Foruma. Najstarejša svetišča in templji rimskega kraljestva so bila na jugovzhodnem robu. Med njimi sta bila starodavna nekdanja kraljeva rezidenca, Regia (8. stoletje pred našim štetjem) in tempelj Veste (7. stoletje pred našim štetjem), kakor tudi okoliški kompleks Vestalskih devic, vse so obnovili po vzponu cesarskega Rima.
Druga arhaična svetišča na severozahodu, kot so Umbilicus urbis Romae (simbolično središče Rima) in Volcanale (svetišče Vulkana), so se razvila v formalni comitium (območje sveta republike). Tu je bil senat, pa tudi republikanska vlada. Senatna hiša, vladni uradi, tribunali, templji, spomeniki in kipi so postopoma zasedli območje.
Sčasoma je arhaični Comitium zamenjal večji sosednji Forum, osredotočenost sodne dejavnosti pa se je preselila v novo baziliko Emilijo (179 pr. n. št.). Približno 130 let kasneje je Julij Cezar skupaj z novo Curia Julia zgradil baziliko Julia, ki je preusmerila sodniške funkcije in sam senat. Ta novi Forum, ki se je izkazal za njegovo končno obliko, je potem služil kot oživljen mestni trg, kjer so se lahko rimski prebivalci zbirali v gospodarske, politične, sodne in verske namene v vedno večjem številu.
Sčasoma se je veliko gospodarskih in pravosodnih poslov prestavilo iz Foruma Romanuma v večje in bolj ekstravagantne objekte (Trajanov forum in bazilika Ulpijcev) na severu. V času vladavine Konstantina Velikega se je gradila zadnja večja širitev kompleksa Foruma – Maksencijeva bazilika (leto 312). To je politično središče vrnilo Forumu do padca zahodnega rimskega cesarstva skoraj dve stoletji pozneje.

## Opis
Za razliko od poznejših imperialnih forumov v Rimu, ki so bili samozavestno oblikovani po stari grški plateia (πλατεῖα), javnem trgu ali mestnem trgu, se je rimski forum razvijal postopoma, organsko in po delih več stoletij. To se je dogajalo kljub poskusom, da bi Sula, Julij Cezar, Avgust in drugi uvedli določen red. Do cesarskega obdobja so velike javne zgradbe, ki so se vrstile okoli osrednjega trga, zmanjšale odprt prostor na pravokotnik okrog 130 x 50 metrov. 
Njegova daljša stranica je bila usmerjena od severozahoda na jugovzhod in se je razširila od vznožja Kapitolskega griča do Velianskega sedla. Bazilike foruma v cesarskem obdobju – bazilika Emilija na severu in bazilika Julija na jugu - so določale njegovi daljši stranici in končno obliko. Pravi forum je vključeval ta trg, stavbe ob njem in včasih dodatno območje (forum Adjectum), ki se je raztezal na jugovzhod, vse do Titovega slavoloka. 
Na mestu Foruma je bilo prvotno močvirno jezero, kamor so se iztekle vode iz okoliških hribov . To je osušil Tarkvinij s Cloaco Maxima . Zaradi svoje lege so sedimenti iz poplavljanja Tibere in erozija okoliških gričev stoletja dvigovali nivo tal na Forumu. Izkopana zaporedja ostankov tlakovanja kažejo, da je sediment, ki je pritekal iz okoliških gričev, že v prvih republikanskih časih dvignil raven. 
Ko so se tla okoli zgradb dvignila, so stanovalci preprosto na novo tlakovali podlago. Končna tla iz travertina, ki so še vidna, izvirajo iz Avgustovega obdobja. Izkopavanja v 19. stoletju so razkrila eno plast nad drugo. Najgloblja izkopana je bila 3,60 metra nad morsko gladino. Arheološke najdbe kažejo človeško dejavnost na tej ravni z odkritjem karboniziranega lesa.
Pomembna funkcija foruma, tako v času republikanske kot imperialne dobe, je bila služiti kot vrhunec prireditve slavnostnih vojaških procesij, imenovanih  triumphus. Zmagoviti generali so v mesto vstopili skozi zahodna slavoločna vrata (Porta Triumphalis) in prečkali Palatinski grič (v nasprotni smeri urinega kazalca), nato pa preko Velijanskega sedla navzdol do Via Sacra sestopili v Forum .
Od tod so se vzpenjali preko kapitolskega vzpona (Clivus Capitolinus) do templja Jupitra Optimusa Maximusa. Na Forumu so se začeli obsežni javni banketi. (Poleg Via Sacre so se na Forum navezovale številne ceste in ulice, med njimi Vicus Jugarius, Vicus Tuscus, Argiletum in Via Nova.

## Zgodovina

### Rimsko kraljestvo
Prvotno, nizko ležeče, travnato mokrišče Foruma je bilo izsušeno v 7. stoletju pred našim štetjem z izgradnjo velikega pokritega kanalizacijskega sistema Cloaca Maxima, ki je odtekal v Tibero, saj se je med obema gričema začelo naseljevati več ljudi.
Začetki foruma so po tradiciji povezani z zavezništvom med Romulom, prvim rimskim kraljem, ki je nadzoroval Palatinski grič in njegovim tekmecem Titom Tacijem, ki je zasedal Kapitolski grič. Zavezništvo je nastalo po boju, ki so ga ustavile molitve in kriki Sabink. Ker je med obema naselbinama ležala dolina, je bila določena za srečanje obeh narodov. Ker je območje Foruma vključevalo bazene stoječe vode, je bilo najbolj dostopno območje severni del doline, ki se je imenoval  Comitium. Tu so pri Volcanalu, po pripovedovanju, obe strani položili svoje orožje in oblikovali zavezništvo. 
Forum je bil zunaj obzidja prvotne trdnjave Sabincev, ki so vstopili skozi Porta Saturni. Ti zidovi so bili večinoma uničeni, ko sta se združila oba griča.  Prvotni forum je deloval kot trg na prostem, ki se je navezoval na Comitium, vendar je sčasoma prerasel svojo vsakodnevno nakupovalno in tržno vlogo. Ko so se politični govori, civilni procesi in druge javne zadeve začeli zavzemati za vse več prostora v Forumu, so se po mestu začeli pojavljati dodatni forumi, ki so razširjali specifične potrebe rastočega prebivalstva. Forumi za živino, svinje, zelenjavo in vino, ki so bili specializirani za nišne proizvode in z njimi povezane božanstva.
Drugi kralj Rima, Numa Pompilij (r. 715–673 pr. n. št.), naj bi začel kult Veste, saj je zgradil njeno hišo in tempelj kot tudi regio kot prvo mestno kraljevo palačo. Kasneje je Tul Hostilij (673–642 pr. n. št.) obkrožil Comitium okoli starega etruščanskega templja, kjer se je senat srečal na mestu spora s Sabinci. Pravijo, da je ta tempelj preoblikoval v kurijo Hostiliio (Curia Hostilia) blizu mesta, kjer se je senat najprej srečal v stari etruščanski koči. Leta 600 pred našim štetjem je Tarkvinij Prisk prvič tlakoval območje.

### Rimska republika
V obdobju republike je bil Comitium še naprej osrednje mesto za vse sodno in politično življenje v mestu. Da bi ustvaril večje zbirališče, je senat začel širiti odprto območje med Comitiumom in templjem Veste z nakupom obstoječih zasebnih hiš in odstranjevanjem za javno uporabo. Gradbeni projekti več konzulov so bili tlakovani in zgrajeni na Comitiumu in na bližnjem osrednjem trgu, ki je postal Forum. 
V 5. stoletju pr. n. št. so bili priča najstarejšega Foruma templji z znanim datumom gradnje: Saturnov tempelj (497 pr. n. št.) in tempelj Kastorja in Poluksa (484 pr. n. št.) . Konkordijin tempelj je v naslednjem stoletju dodal vojak in državnik Mark Furij Kamil. Dolgoletna tradicija govorjenja iz zvišanega odra Rostra, ki je bil prvotno obrnjen proti severu k senatni hiši in zbranih politikov in elit, je vrnil govornika ljudem, ki so se zbrali na forumu. Tribun, znan kot Gaj Licinij Stolo (konzul leta 361 pr. n. št.), naj bi bil prvi, ki se je od elite obrnil proti Forumu, in je simbolično ponovil dve stoletji pozneje Gaj Grakh .
S tem se je začela tradicija locus popularis, v kateri se je od mladih plemičev pričakovali govore iz Rostre. Grakhu so tako pripisali (ali ga obtožili), da je v antičnem Rimu motil mos maiorum (običaj očetov / prednikov). Ko je cenzor leta 318 pr. n. št. Gaj Maenij zagotovil stavbe v soseski Forum z balkoni, ki so jih po njem imenovali maeniana, so gledalci lahko bolje videli igre, nameščene v začasnih lesenih arenah, ki so bile tam postavljene.
Na Forumu Romanumu so bile postavljene tudi tribune s klopmi. Najprej so stale ob senatni hiši, v poznem obdobju rimske republike so bile postavljene pred baziliko Porcia.
Najstarejše bazilike (velike dvorane s stranskimi ladjami) je leta 184 pr. n. št. na Forumu predstavil Mark Porcij Kato, ki je začel proces 'monumentalizacije' mesta. Bazilika Fulvia je bila posvečena na severni strani trga Forum leta 179 pr. n. št. (večkrat je bila obnovljena in preimenovana v baziliko Fulvia et Aemilia, bazilika Paulli, bazilika Emilija). Devet let kasneje je bila na južni strani posvečena bazilika Sempronia .
Mnoge tradicije iz Comitiuma, kot so priljubljene skupščine, pogrebi plemičev in igre, so bile prenesene na Forum, ko se je ta razvil. Še posebej opazno je bilo gibanje comitia tributa (rimske skupščine), ki je bilo potem v središču popularne politike, leta 145 pr. n. št.. Še posebej pomembni in izjemno nezaslišani politični dogodki so se zgodili leta 133 pr. n. št., ko je sredi nemirov v Forumu in okoli njega tribun Tiberij Grakh linčal povezal skupino senatorjev.
V 80-ih pr. n. št., med diktaturo Sule, je bilo na Forumu opravljeno veliko dela, vključno z dvigom ravni trga za skoraj meter in polaganjem trajnih marmornih kamnov. (Zanimivo je, da se je ta raven tlakovanja ohranila bolj ali manj nedotaknjena več kot tisočletje: vsaj do plenjenja Rima pod Robertom Guiscardom in Normani leta 1084, ko je zanemarjanje končno omogočilo, da so se naplavine začele kopičiti. 
Leta 78 pr. n. št. je bil na koncu Kapitolskega griča, po naročilu konzulov M. Aemilius Lepidus in Q. Lutatius Catulus, zgrajen ogromen Tabularium (arhivska stavba). Leta 63 pr. n. št. je Cicero na Forumu povedal svoj slavni govor, v katerem je obsodil spremljevalce zarotnika Catiline (v Konkordijinem templju, ki so ga včasih senatorji uporabljali kot prostor za srečanja). Po razsodbi so jih pripeljali usmrtiti v bližnji ječi pri Tullianumu, ki je bil edini znan državni zapor starih Rimljanov.
Sčasoma je bil Comitium izgubljen zaradi vedno večje kurije in preureditve Julija Cezarja pred atentatom leta 44 pr. n. št. V tem letu je Forum doživel dva izjemno dramatična dogodka, ki sta morda najbolj znana med njimi: pogrebni nagovor Marka Antonija za Cezarja (uresničen v Shakespearovi slavni predstavi Julij Cezar) je bil izveden iz delno dokončane govornice, znane kot Nova Rostra in javni sežig Cezarjevega telesa, ki se je zgodil na mestu, neposredno nasproti Rostre, okoli katerega je kasneje zgradil Cezarjev tempelj njegov nečak Oktavij (Avgust) . Skoraj dve leti kasneje je Mark Antonij dodal pomembnost Rostri tako, da je javno razstavil odsekano glavo in desno roko svojega sovražnika Cicerona.

### Rimski imperij
Po smrti Julija Cezarja in koncu poznejših državljanskih vojn je Avgust končal delo svojega velikega strica in tako dal Forumu končno obliko. To je bil jugovzhodni konec trga, kjer je zgradil Cezarjev tempelj (tempelj Divus Iulius) in Avgustov slavolok (oba v 29. pr. n. št.). Forum je bil priča atentata na rimskega cesarja leta 69 n. št.: Galba se je odpravil iz palače, da bi se srečal z uporniki, vendar je bil tako slab, da ga je bilo treba nositi v nosilnici. Takoj ga je srečal častnik njegovega nasprotnika Otona blizu Lacusa Curtiusa na Forumu, kjer je bil ubit.
V zgodnjem obdobju imperija se je veliko gospodarskih in pravosodnih dejavnosti preusmerilo iz foruma na večje in bolj ekstravagantne strukture na severu. Po izgradnji Trajanovega foruma (110 n. št.) so se te dejavnosti prenesle v baziliko Ulpijcev.
Na severozahodnem koncu Foruma, blizu vznožja Kapitolskega griča, je bil dodan beli marmorni slavolok Septimija Severa, in to v bližini starega izginjajočega Comitiuma. Posvečen je bil leta 203 v spomin na zmage nad Parti cesarja Septimija Severa in njegovih dveh sinov in je danes ena najbolj vidnih znamenitosti. Cesar Dioklecijan (284-305) je bil zadnji izmed velikih graditeljev rimske mestne infrastrukture in iz svojega programa ni izpustil foruma. V njegovem času je postal zelo zasičen s častnimi spomeniki. Prenovil je trg in ga reorganiziral, na novo zgradil Saturnov tempelj, tempelj Veste in Kurijo. Zadnja je bila požgana in Dioklecijanova verzija je tista, ki jo lahko še danes obiščemo.
V času vladavine Konstantina I. je bila dokončana gradnja Maksencijeve bazilike (312 n. št.), zadnje pomembne širitve kompleksa Foruma. To je vrnilo velik del politične pozornosti Forumu do padca Zahodnega rimskega cesarstva skoraj dve stoletji pozneje.

### Srednji vek
Ocenjeno prebivalstvo mesta se je zmanjšalo s 750.000–800.000 na 450.000 v letu 450 in na 250.000 v letu okoli 500. Naseljena območja so bila za reko. Prizadevali so si, da bi Forum (in palatinske strukture) ostal nedotaknjen, a brez uspeha. V 6. stoletju so nekatere stare zgradbe v Forumu začeli preoblikovati v krščanske cerkve. 1. avgusta 608 so pred Rostro postavili Fokov steber, rimski monumentalni steber, ki je bil posvečen v čast vzhodnorimskega cesarja Foka. To se je izkazalo za zadnji monumentalni dodatek foruma. Cesar Konstantin I., ki je leta 665 obiskal mesto, je odstranil svinčene strehe, kar je izpostavilo zgradbe vremenu in pospešilo propadanje. Do 8. stoletja je bil ves prostor obdan s krščanskimi cerkvami, ki so zavzele mesto zapuščenih in uničenih templjev .
Anonimni popotnik iz 8. stoletja iz Einsiedelna (zdaj v Švici) je poročal, da je Forum v njegovem času že razpadel. V srednjem veku, čeprav je spomin na Forum Romanum vztrajal, so bili njegovi spomeniki večinoma pokopani pod ruševinami, lokacija pa označena kot Campo Vaccino ali 'polje za govedo', ki je bilo med Kapitolskim gričem in Kolosejem.
Po 8. stoletju so bile strukture Foruma razgrajene, preurejene in uporabljene za gradnjo fevdalnih stolpov in gradov na lokalnem območju. V 13. stoletju so bile te preurejene strukture porušene in mesto je postalo odlagališče. To je skupaj z razbitinami iz razstavljenih srednjeveških zgradb in starodavnih struktur prispevalo k dvigu tal .
Vračanje papeža Urbana V. iz Avignona leta 1367 je povzročilo povečano zanimanje za antične spomenike, delno zaradi njihove moralne lekcije in delno kot kamnolom za nove stavbe, ki so se začele v Rimu graditi po dolgem času.

### Izkopavanja in zaščita
Rimski forum je bil v 17. do 19. stoletju prostor za mnoge umetnike in arhitekte, ki so študirali v Rimu, da bi skicirali. Poudarek mnogih teh del, ki so jih ustvarili umetniki iz severna, je bil na trenutnem stanju Rimskega foruma, ki je lokalno znan kot Campo Vaccino, zaradi živine, ki se je pasla na pretežno opuščenem delu mesta. Campo Vaccino iz leta 1636 Clauda Lorraina kaže, v kolikšni meri so bile zgradbe v Forumu zakopane pod sedimentom. Od leta 1740 do svoje smrti leta 1772 je umetnik Giovanni Battista Piranesi delal na seriji 135 jedkanic, ki so prikazovale Rim v 18. stoletju. Priznani britanski umetnik J. M. W. Turner je leta 1839 naslikal Modern Rome – Campo Vaccino, po njegovem zadnjem potovanju v mesto. 
Izkopavanje Carla Fee, ki je leta 1803 začel s čiščenjem ruševin iz slavoloka Septimija Severa, je označilo začetek čiščenja Foruma. Izkopavanja je uradno začela leta 1898 italijanska vlada pod ministrom za javno upravo dr. Baccellijem. Restavriranje iz leta 1898 je imelo tri glavne cilje: obnoviti razdrobljene dele stebrov, baz in oblog na njihovo prvotno lokacijo v Forumu, doseči najnižjo možno raven Foruma, ne da bi poškodovali obstoječe strukture in identificirati že polovično izkopane strukture, skupaj s senatno hišo in baziliko Aemilio. Ta izkopavanja, ki jih je financirala država, je vodil dr. Giacomo Boni, dokler ni umrl leta 1925 in so se na kratko ustavila med prvo svetovno vojno.
Leta 2008 so močne padavine povzročile strukturno škodo sodobnemu betonskemu pokrovu skupaj z marmorjem "Black Stone" preko Lapis Niger v Rimu. Izkopavanja na Forumu se nadaljujejo, nova odkritja arheologov, ki so delali od leta 2009, pa so vodila do vprašanj glede točne starosti Rima. Eno od teh nedavnih odkritij vključuje steno iz tufa v bližini Lapis Niger, ki se uporablja za preusmerjanje vode iz bližnjih vodonosnikov. Okoli zidu so ostanki lončenine in ostanki hrane omogočili arheologom datacijo, da je bič zid verjetno zgrajen med 8. ali 9. stoletjem pred našim štetjem, več kot stoletje pred tradicionalnim datumom ustanovitve Rima.

## Spomeniki
Rimski forum je že stoletja vir navdiha za vizualne umetnike. Posebej opazen je Giambattista Piranesi, ki je ustvaril (1748–76) niz 135 jedkanic – Vedute di Roma (pogledi na Rim) - v katerem je Forum podrobno upodobil. (Številne značilnosti, ki jih je dokumentiral Piranesi, so zdaj izginile.)
Znani umetniki foruma so Maerten van Heemskerck, Pirro Ligorio, Canaletto, Claude Lorrain, Giovanni Paolo Panini, Hubert Robert, J. M. W. Turner in mnogi drugi.

### Saturnov tempelj
Saturnov tempelj je bil ena pomembnejših stavb v Rimskem forumu. Domneva se, da je bil zgrajen leta 497 pred našim štetjem in stoji v regiji VIII Foruma Romanuma. O tem, kdaj so zgradili tempelj, je malo znanega, saj naj bi prvotni tempelj požgali Galci v začetku 4. stoletja. Vendar se razume, da ga je Munatius Plancus obnovil leta 42 pred našim štetjem. Osem preostalih stebrov je vse, kar je ostalo od slavnega templja. Čeprav natančen datum dokončanja ni znan, stoji kot ena najstarejših stavb v Forumu Romanumu. Tempelj je bil prvotno zgrajen v čast boga Jupitra, ki ga je nadomestil Saturn; zgodovinarji niso prepričani zakaj. Stavba se ni uporabljala samo za verske obrede, tempelj je deloval tudi kot banka za rimsko družbo.
Tempelj je stal na forumu skupaj s štirimi drugimi templji: Konkordijinim templjem, templjem Veste in Kastorja in Poluksa. V vsakem templju so pred verskimi obredi darovali živali. Ta dejanja so bila namenjena zagotavljanju sreče tistim, ki so vstopali in uporabljali tempelj. Ker je Saturnov tempelj deloval tudi kot banka in ker je bil Saturn bog zlate dobe, so bile žrtve v upanju na finančni uspeh.
V templju je bilo več obokov za javne in zasebne posameznike. Tam so bili tudi oddelki templja za javne nastope in praznike, ki so pogosto sledili žrtvovanjem.

## Drugi forumi v Rimu
Obstajali so tudi drugi forumi na drugih območjih mesta. Ostanki večine od njih, včasih precejšnji, še vedno obstajajo. Najpomembnejši med njimi so številni veliki cesarski forumi, ki tvorijo kompleks s Forumom Romanum: Forum Iulium, Forum Augustum, Forum Transitorium in Trajanov forum. Načrtovalci iz obdobja Mussolinija so odstranili večino srednjeveških in baročnih plasti ter zgradili cesto Via dei Fori Imperiali med Imperial Fori in Forumom. Tukaj so tudi:
- Forum Boarium, posvečen trgovini z govedom, med Palatinskim gričem in reko Tibero,
- Forum Holitorium, posvečen trgovini z zelišči in zelenjavo, med Kapitolskim gričem in Servijevim zidom,
- Forum Piscarium, namenjen trgovanju z ribami med Kapitolom in Tibero, na območju sedanjega rimskega geta,
- Forum Suarium, posvečen trgovini s svinjskim mesom, v bližini vojašnice cohortes urbanae na severnem delu Campus Martius,
- Forum Vinarium, posvečen trgovini z vinom, na območju zdaj quartiere Testaccio, med Aventinom in Tibero.

Obstajali so tudi drugi trgi, vendar jih ni mogoče opredeliti zaradi pomanjkanja natančnih informacij o funkciji vsake lokacije. 